# Cyphonisia
Genre
Synonymes
- Pisenorodes Pocock, 1898
- Pisenorina Benoit, 1966

Cyphonisia est un genre d'araignées mygalomorphes de la famille des Barychelidae.

## Distribution
Les espèces de ce genre se rencontrent en Afrique subsaharienne.

## Liste des espèces
Selon World Spider Catalog (version 14.0, 2013) :
- Cyphonisia affinitata Strand, 1907
- Cyphonisia annulata Benoit, 1966
- Cyphonisia itombwensis Benoit, 1966
- Cyphonisia kissi (Benoit, 1966)
- Cyphonisia maculata (Roewer, 1953)
- Cyphonisia maculipes Strand, 1906
- Cyphonisia manicata Simon, 1907
- Cyphonisia nesiotes Simon, 1907
- Cyphonisia nigella (Simon, 1889)
- Cyphonisia obesa Simon, 1889
- Cyphonisia rastellata Strand, 1907
- Cyphonisia soleata Thorell, 1899
- Cyphonisia straba Benoit, 1966

## Publication originale
- Simon, 1889 : Descriptions d'espèces africaines nouvelles de la famille des Aviculariidae. Actes de la Société Linnéenne de Bordeaux, vol. 42, p. 405-415 (texte intégral).